# Alain Oreille
Pour les personnes ayant le même patronyme, voir Oreille (homonymie).
Alain Oreille est un pilote de Rallye automobile français né le 22 avril 1953 en Alsace et qui a grandi à Martigues.

## Biographie
Sa carrière débute en 1974, avant de s'achever au soir du RAC Rally 1996.
Point d'orgue de celle-ci : ses deux titres en groupe N du championnat du monde des rallyes, acquis en 1989 et 1990, aux commandes d'une Renault 5 GT Turbo.
Alain Oreille fut pendant plus d'une décennie pilote officiel pour Renault. Il représenta la marque en championnat de France, avec divers modèles tels que la Renault 11 Turbo, la Renault 5 GT Turbo, ou bien encore la Renault Clio 16s.
Alain Oreille et la Renault 5 GT Turbo reste dans l'histoire comme étant le seul pilote à avoir remporté une manche du Championnat du monde des rallyes avec une voiture du groupe N : au Rallye de Côte d'Ivoire durant l'édition 1989 (avec alors un total saisonnier de 4 victoires dans ce même groupe).
Une version limitée de Renault 5 GT Turbo baptisée à son nom « Alain Oreille » est sortie série limitée en 2 000 exemplaires en 1989 pour célébrer sa victoire.

## Palmarès
- 2020 - Alain et Sylvie Oreille vainqueur du Tour de Corse Historique en remportant la 20e édition sur Porsche 911
- 1996 - RAC Rally sur Renault Maxi Megane Renault Dealer Rallying (abandon sur panne électrique, groupe A - dernier rallye couru, classé alors en catégorie 2-Litre Championship Rallies) ;
- 1995 - 4e du Championnat de Grande-Bretagne des rallyes sur Renault Clio Williams (et 4e des rallyes d'Écosse et de l'Île de Man, copilote Jack Boyère, habituellement associé à Simon Jean-Joseph) ;
- 1994 - 9e du Championnat de France des rallyes sur Renault Clio Williams ;
- 1993 - Rallye du Liban (comptant pour le Championnat du Moyen-Orient), avec Jean-Marc Andrie sur Renault Clio Williams ;
- 1993 - 8e du Championnat de France des rallyes sur Renault Clio Williams ;
- 1992 - 5e du Championnat de France des rallyes sur Renault Clio 16s ;
- 1991, 1992, et 1995 - trois Tour auto de La Réunion, avec Albert Neyron (sur Renault Clio 16s), puis Jean-Marc Andrié (sur Renault Clio 16s), et enfin Jack Boyère (sur Renault Clio Maxi) ;
- 1990 - Championnat du monde des rallyes : vainqueur du groupe N, sur Renault 5 GT Turbo du Diac-Simon Racing team; vainqueur du groupe N au rallye Côte d'Ivoire Bandama (et 3e au général), avec Michel Roissard ;
- 1989 - Championnat du monde des rallyes : vainqueur du groupe N, sur Renault 5 GT Turbo du Diac-Simon Racing team; vainqueur du 21e Rallye Marlboro Côte d'Ivoire Bandama; vainqueur du groupe N aux rallyes Monte-Carlo, Tour de Corse, Sanremo, et Côte d'Ivoire Bandama, avec Gilles Thimonier ;
- 1988 - 4e du Rallye Monte-Carlo sur Renault 11 turbo, avec Jean-Marc Andrié ;
- 1987 - 3e du Championnat de France des rallyes sur Renault 11 Turbo ; 2e du Rallye Alpin - Jean Behra (ch. d'Europe) ;
- 1987 - Vainqueur du 8e Rallye des Garrigues - Languedoc-Roussillon, en championnat d'Europe sur Renault 11 Turbo Philips Renault Elf, avec Sylvie Oreille (3e en 1986) ;
- 1986 - 3e du Championnat de France des rallyes sur Renault 11 Turbo ; vainqueur du groupe A au rallye Monte-Carlo ;
- 1985 - Vainqueur du groupe N au rallye Monte-Carlo sur Renault 11 Turbo.

### Résultats en WRC
- Vainqueur du Rallye Bandama de Côte d'Ivoire : 1989 ;
  - 3e du rallye Bandama de Côte d'Ivoire : 1990 ;
  - 4e du rallye Monte-Carlo : 1988 ;
  - 6e du rallye d'Argentine : 1990.

### 5 victoires enCoupe FIA des voitures de production WRC(Groupe N - futur P-WRC)
- 1989: Rallye Monte-Carlo ;
- 1989: Tour de Corse ;
- 1989: Rallye SanRemo ;
- 1989 et 1990: Rallye de Côte d'Ivoire.